# Arroyo Yabotí Guazú
El arroyo Yabotí Guazú o Pepirí Miní es un curso de agua de la  provincia de Misiones, Argentina que desagua en el río Uruguay.
Nace en la Sierra de Misiones cerca de la localidad de Paraíso en el departamento de Guaraní y a partir de la confluencia con el arroyo Fortaleza marca el límite de este con el departamento de General Manuel Belgrano, dirigiéndose con rumbo sur hasta desembocar en el río Uruguay pocos kilómetros después de los saltos del Moconá. 
Su cuenca es una de las más extensas de la provincia y constituye una de las regiones argentinas que mejor conservan su ecosistema natural protegido por la Reserva de la biosfera Yabotí, el parque provincial Moconá y el parque provincial Esmeralda.
Sus principales afluentes son los arroyos Yabotí Miní, Garibaldi y Yabotí Guazú Este.